# Зопіріон
Зопіріон (лат. Zopyrionis, praefecti eius in Scythia; Zopyrione — при відмінюванні) (загинув у 331 до н. е.) — один з полководців Александра Македонського та його намісник у Фракії.

## Біографічні відомості
У 331 році до н. е. (за іншими свідченнями 325 р. до н. е.) здійснив похід із Фракії узбережжям Евксинського Понту аж до Ольвії і взяв її в облогу. За цих обставин влада Ольвії вирішила надати волю рабам, іноземцям, ліквідовує боргові забов'язання й таким чином заохочує нові сили до оборони міста. Така тактика відома й з деяких інших грецьких полісів.
Як зазначає Борис Фармаковський, до нових списків громадян було внесено і велику кількість «неіноземців», але жителів Ольвії — представників місцевого населення, насамперед скіфів. Врешті Зопіріон не зміг взяти місто й був змушений відступити.
На зворотному шляху до Фракії на військо напали скіфи й повністю його знищили. Зопіріон загинув у цьому бою.
Свідчення про Зопіріона є у творі «Сатурналії» римського державного діяча й письменника Амвросія Теодосія Макробія. 
За гіпотезою Ю.Г. Виноградова та П.О. Каришковського ольвійський декрет на честь Каллініка Евксенова має відношення до подій облоги міста. Останнім часом з'явилися нумізматичні свідчення щодо  подій облоги, зокрема, застосування свинцевих статерів замість золотих з монограмою Каллініка.

## Джерело
- Крисаченко В. С., Україна на сторінках Святого письма та витяги з першоджерел…, — Київ: Наукова думка, 2000, с. 56